# Guelma (provins)
 Denne artikel bør gennemlæses af en person med fagkendskab for at sikre den faglige korrekthed.

36°27′50″N 7°26′50″Ø / 36.46389°N 7.44722°Ø
Annaba (arabisk: قالمة, berbisk: ⴳⴰⵍⵎⴰ Galma) er en af Algeriets 48 provinser. Administrationscenteret er Guelma.